# Eurocopter AS532 Cougar
O Eurocopter AS532 Cougar é um helicóptero bimotor de multipropósito desenvolvido pela França. O AS532 é considerado uma versão melhorada do Aérospatiale Puma. É a versão militar do Eurocopter AS332 Super Puma. Esse helicóptero foi depois melhorado e relançado como o Eurocopter EC725.
|  |

## Utilizadores
- Albânia
- Alemanha
- Brasil
- Bulgária
- Chile
- Eslovênia
- Espanha
- França
- Malawi
- Países Baixos
- Arábia Saudita
- Turquia
- Venezuela
- Zimbabwe